# Фреймовый оконный менеджер
Фреймовый (или мозаичный, плиточный, тайловый, тайлинговый) оконный менеджер — это Менеджер окон, разбивающий рабочее пространство экрана на взаимно не пересекающиеся прямоугольные области — фреймы (в отличие от стекового). Каждый фрейм используется для вывода информации отдельным приложением, в противоположность традиционным менеджерам окон, которые создают области покоординатно и послойно («окна»), пытаясь следовать метафоре «рабочего стола». Помимо полного использования всего видимого пространства, подход фреймовых оконных менеджеров позволяет минимизировать использование мыши в операциях с окнами, в основном применяя различные клавиатурные комбинации, уменьшая таким образом время, затрачиваемое на выполнение рутинных операций и повышая эффективность работы.
По похожей схеме работали первые версии Xerox Alto, а также Windows 1.0, однако из-за небольшого разрешения экрана тех лет подобный способ отображения информации не прижился. Первым оконным менеджером для X Window System, применившим эту модель, был larswm. За ним, летом 2000 года, вышел Ion. С тех пор появился ещё ряд реализаций.

## Реализации
| - dwm - Ion - Larswm - Ratpoison - i3 - bspwm | - Stumpwm - TrsWM - wmii - xmonad - scrotwm - Qtile | - XWEM - GridMove - Awesome - Hyprland - Echinus - Sway |